# 小行星3054
小行星3054（3054 Strugatskia）是一颗围绕太阳公转的小行星。1977年9月11日，尼古拉·切爾尼赫在克里米亚发现了此天体。
該小行星以俄羅斯科幻小說作家兄弟斯特魯伽茨基兄弟命名。
这颗小行星的绝对星等为187.8827173772737等。